# Astragalus trachytrichus
Astragalus trachytrichus är en ärtväxtart som beskrevs av Aleksandr Andrejevitj Bunge. Astragalus trachytrichus ingår i släktet vedlar, och familjen ärtväxter. Inga underarter finns listade i Catalogue of Life.